# Pałac Zamoyskich w Zamościu

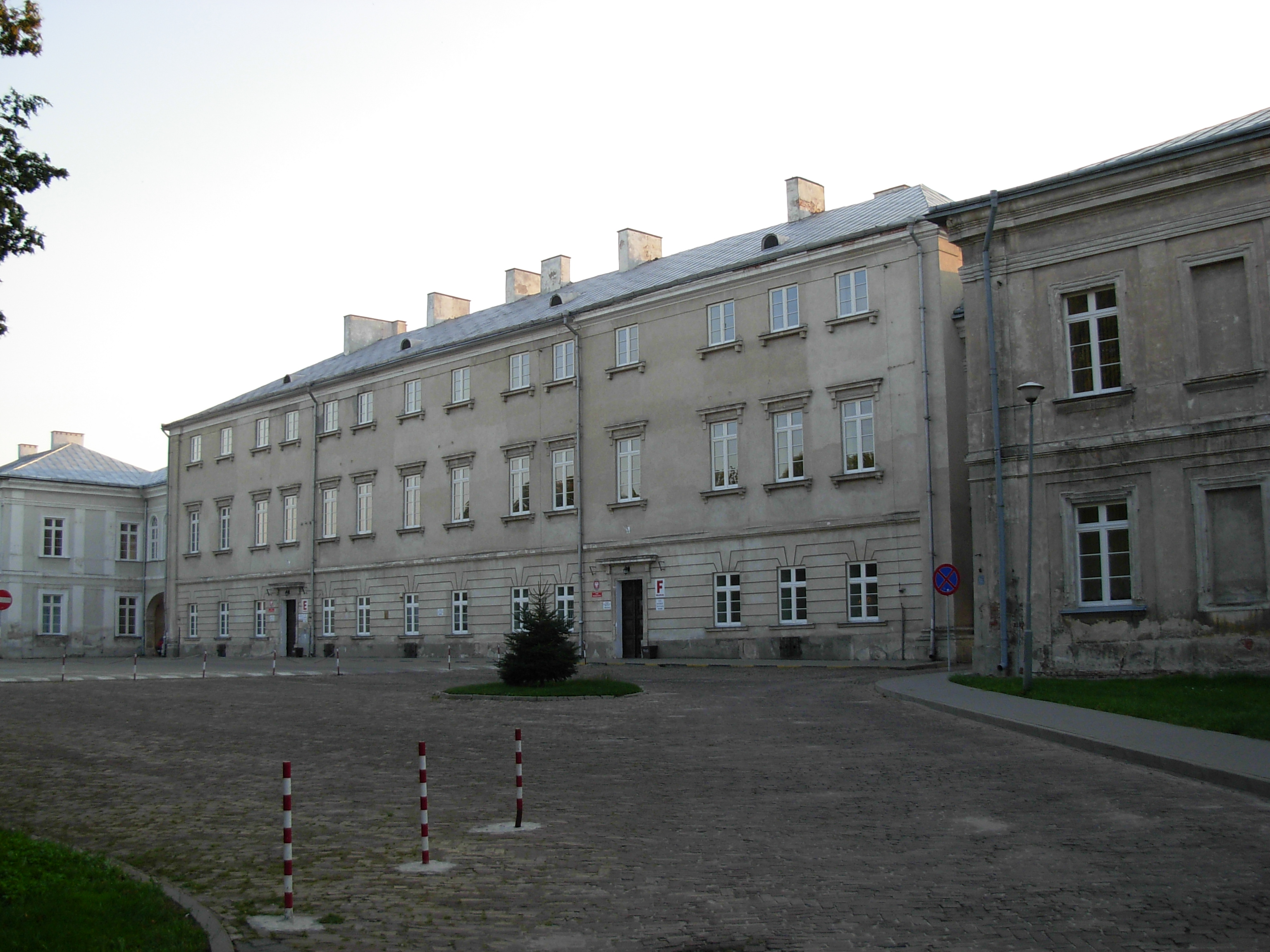
Pałac Zamoyskich

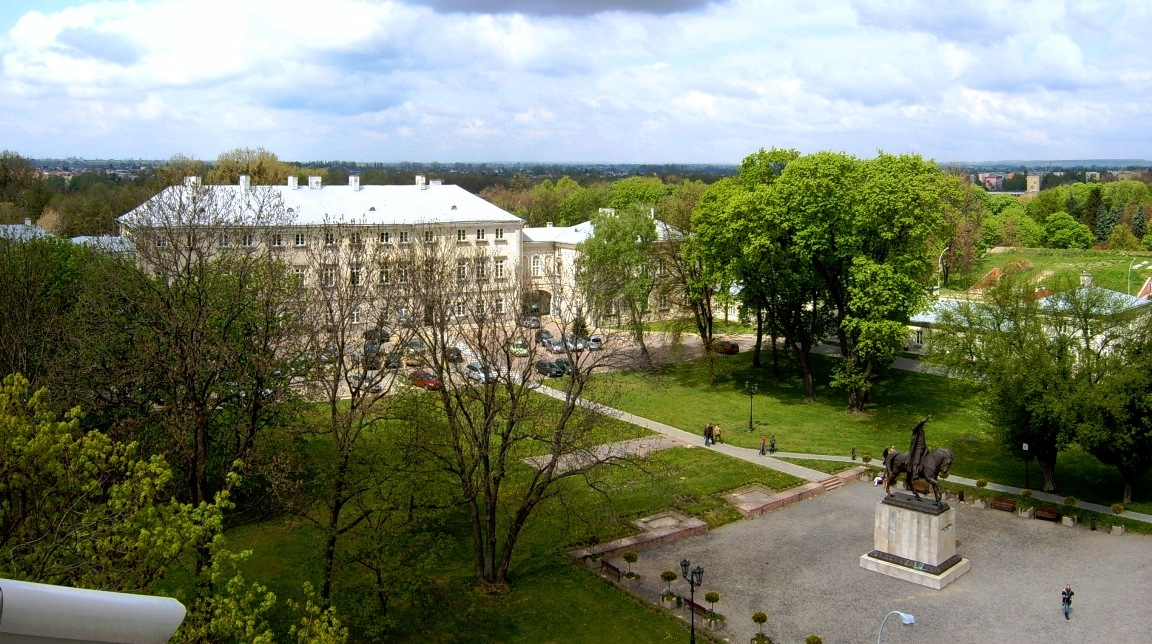
Widok na główną część pałacu z zachodnim skrzydłem oraz pomnik J. Zamoyskiego z dzwonnicy katedry

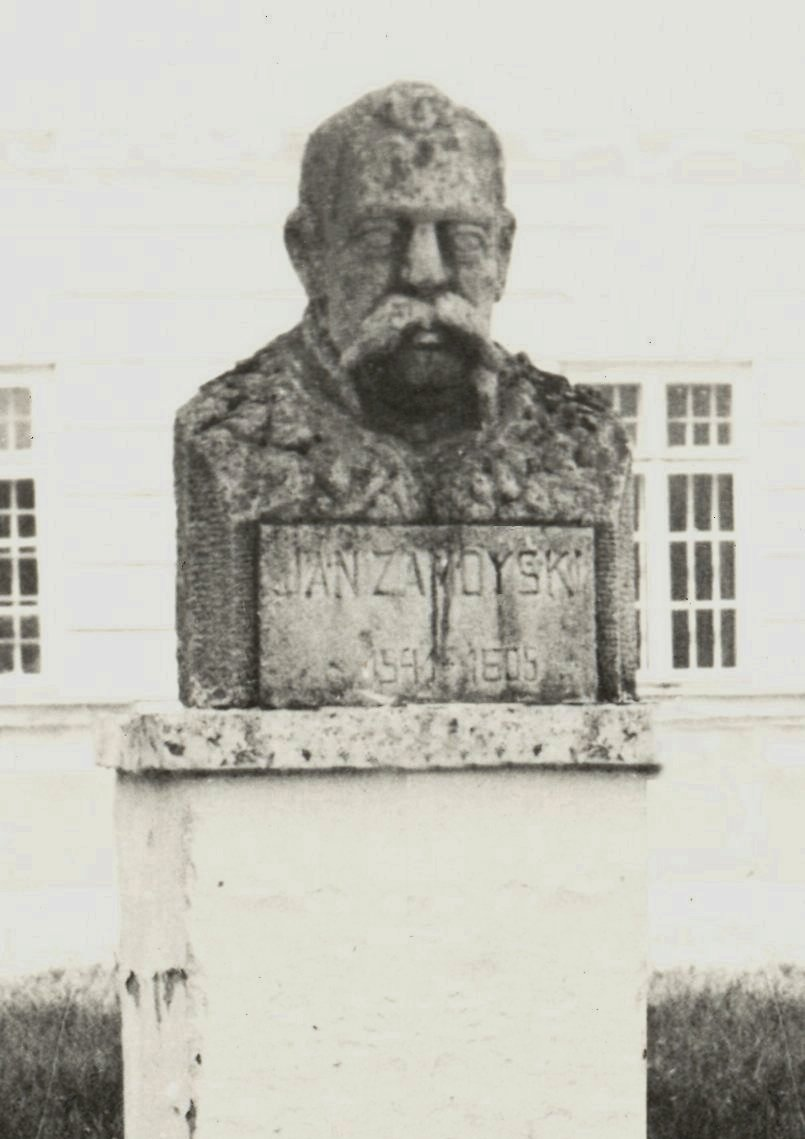
Dawne popiersie J. Zamoyskiego dłuta Jakuba Juszczyka

Pałac Zamoyskich w Zamościu – dawna rezydencja rodziny Zamoyskich w zachodniej części Starego Miasta (ul. Akademicka) w Zamościu.
Dawny pałac założyciela miasta, Jana Zamoyskiego przechodził wiele etapów przebudowy, przez co obecnie nie jest już tak okazałą budowlą jak dawniej.

## Pałac renesansowy
Był to pierwszy obiekt, jaki zaczęto budować po założeniu miasta. Pierwsza budowa trwała w latach 1579 – 1586, a projekt pałacu wykonał Bernardo Morando. Wówczas pałac posiadał odrębne mury oddzielające go od pozostałej części miasta, miał formę prostokąta o długości ok. 60 m, dwie kondygnacje, wieżę z tarasem oraz dwuskrzydłowe schody od strony Rynku Wielkiego. Po jego północnej stronie znajdowała się też pierwsza forma zamojskiego arsenału, nieco bardziej przesuniętego na wschód. Nieco później dobudowano za nim, po stronie zachodniej, niewielkie oficyny. 

## Pałac barokowy
W roku 1658 pałac spłonął, dlatego po 1660 w stylu już barokowym odbudował go III ordynat zamojski Jan zwany Sobiepanem. Niedługo później odbyła się w pałacu polska prapremiera "Cyda" Corneille`a w tłumaczeniu Andrzeja Morsztyna. W latach 1689–1690 polecono rozbudowę rezydencji, którą wykonał Jan Michał Link.

## Pałac późnobarokowy
W latach 1747–1751 nastąpiła większa późnobarokowa przebudowa pałacu dokonana na polecenie Tomasza Antoniego Zamoyskiego. Przeprowadzili ją Jan Andrzej Bem i Jerzy de Kawe. Podczas niej m.in. obniżono wieżę, usunięto attykę i pozbawiono pałac dekoracji. Pałac został połączony z tylnymi oficynami, a od strony frontowej dobudowano po bokach dwie dłuższe oficyny, prostopadle położone do jego głównej części, zakończone niewielkimi piętrowymi budynkami, pomiędzy którymi biegły mury z wyniosłą bramą z żelaznymi kratami, tworząc w ten sposób okazały dziedziniec pałacu. Główny gmach wieńczył wysoki barokowy dach mansardowy.

## Pałac klasycystyczny
Po 1803 roku, za sprawą XII ordynata Stanisława Kostki Zamoyskiego, styl pałacu zmieniono w klasycystyczny. 

W 1821 roku pałac został sprzedany władzom państwowym i w 1831 roku przebudowano go na szpital wojskowy przez co ostatecznie utracił swój zabytkowy wygląd, podobnie jak wiele innych obiektów podczas modernizacji zamojskiej twierdzy. Podczas tej przebudowy pałac został nieco podwyższony, uproszczono jego dach, ale pozbawiono go też wielu elementów wystroju zarówno na zewnątrz, jak i wewnątrz. Urządzono tu dodatkowo niewielką kaplicę prawosławną na potrzeby okupujących Zamość Rosjan. 
Zachował się dziedziniec, na którym w II poł. XIX wieku urządzony został ogród, który dostępny był głównie dla żołnierzy, w okresie międzywojennym przekształcony został w park. W oficynie prawej (tej od strony północnej) w czasach II RP znajdowała się drukarnia. Po 1945 roku była to jedyna niezniszczona drukarnia na ziemiach polskich po prawej stronie Wisły. Drukowano tu pierwsze dzienniki urzędowe, książki, plakaty i ogłoszenia.
W latach 1918–2017 mieściły się tu sądy (okręgowy i rejonowy), przeniesione w 2017 roku do nowej siedziby. W budynkach dobudowanych od tyłu (zachodnia strona), wokół podwórza, znajdują się współcześnie mieszkania komunalne. W centralnym budynku mieści się I Liceum Ogólnokształcące. Planowana jest renowacja tego ważnego dla miasta budynku.

## Pomnik
Obecnie przed dawnym pałacem Zamoyskich urządzono skwer z nielicznymi drzewami, na którym od 2005 roku, bliżej ulicy Akademickiej, wznosi się pomnik Jana Zamoyskiego, dosiadającego konia i trzymającego w prawej ręce buławę. 
Wcześniej, przed pałacem znajdowało się niewielkie, kamienne popiersie tego hetmana, wykonane przed wojną przez Jakuba Juszczyka. Pierwotnie stało na terenie dawnego ZOO, a w latach 80. ustawiono je pod dawnym pałacem. Przed 1939 rokiem Zamoyscy planowali wystawienie pod pałacem Janowi Zamoyskiemu okazałego pomnika. Miała go wykonać Maria Rychterowa (rzeźbiarka z Warszawy, prawdopodobnie zginęła w ramach akcji AB wraz z ojcem profesorem lwowskim), ale wojna te plany przekreśliła. 